# اچ‌ام‌اس آشیل (۱۷۵۷)
اچ‌ام‌اس آشیل (۱۷۵۷) (به انگلیسی: HMS Achilles (1757)) یک کشتی بود که طول آن ۱۵۳ فوت ۱۰ اینچ (۴۶٫۹ متر) بود. این کشتی در سال ۱۷۵۷ ساخته شد.